# Andrzej Sternal
Andrzej Sternal (ur. 28 listopada 1898 w Żabikowie, zm. 18 kwietnia 1984 w Poznaniu) – polski komunista i działacz robotniczy.

## Życiorys

### Młodość i powstanie wielkopolskie (1898-1922)
Urodził się 28 listopada 1898 roku w Żabikowie koło Poznania (obecnie część Lubonia) w rodzinie Franciszka i Jadwigi Sternalów. Działalność polityczną rozpoczął w 1913 w organizacji socjalistycznej. Brał udział w powstaniu wielkopolskim.

Andrzej Sternal brał czynny udział w Powstaniu Wielkopolskim z bronią w ręku w okresie od 27.12.1918r do końca powstania pod Zbąszyniem, a później na froncie północnym w batalionie i pod dow. kpt. Kopy z Dopiewa. Batalion ten nazywał się 1 Batalion Piechoty Rezerwowy, a następnie przemianowany został on na 10 pułk Strzelców Wlkp. Sternal był w 2 kompanii.

### Emigracja, więzienie i okupacja (1922-1945)
W 1922 wyemigrował do Francji, gdzie pracował w górnictwie. W 1935 został stamtąd wydalony za działalność komunistyczną. Powrócił do Polski, gdzie został sekretarzem KPP na Luboń. Osadzony w Berezie Kartuskiej. W okresie okupacji hitlerowskiej wywieziony na roboty przymusowe do III Rzeszy.

### Kariera polityczna (1945-1984)
Po 1945 pracował w Zakładach Przemysłu Ziemniaczanego w Luboniu. Od 1946 do 1950 działał w aparacie partyjnym, piastując funkcję I sekretarza PZPR w Zakładach Cegielskiego. W późniejszych latach był kierownikiem Wydziału Komunikacji Urzędu Wojewódzkiego w Poznaniu oraz (do 1957) zastępcą przewodniczącego Wojewódzkiej Rady Narodowej w Poznaniu.
Został pochowany 24 kwietnia 1984 na cmentarzu Junikowo w Poznaniu.

## Odznaczenia
- Order Sztandaru Pracy I i II klasy
- Krzyż Komandorski Orderu Odrodzenia Polski[3]
- Wielkopolski Krzyż Powstańczy (w 1960)[2]